# Jean Chesneaux
Jean Chesneaux (2 octobre 1922 – 23 juillet 2007) est un historien spécialiste de l'Asie orientale, notamment du Viêt Nam et de la Chine où il séjourne pour la première fois en 1948, et un militant politique communiste puis maoïste et également un militant associatif. Il a été président de Greenpeace France de 1997 à 2004. 

## Biographie

### Jeunesse et études
Jean Chesneaux naît à Paris dans une famille de moyenne bourgeoisie, qui est proche du Sillon. Son père est ingénieurs des Ponts et chaussées, et a travaillé au tracé des tramways de Paris. Son grand-père paternel était cheminot. Il a deux sœurs et un frère. 
Il effectue ses études secondaires au lycée Montaigne et au lycée Louis-le-Grand, où il obtient le baccalauréat en 1939. Il s'inscrit à l'université de Paris où il suit des études d'histoire. Il obtient une licence d'histoire en 1941, et un DES d'histoire médiévale en 1942. Il est reçu 3ème à l'agrégation d'histoire en 1945. 
En 1948, il commence l'étude du chinois à l'Institut national des langues et civilisations orientales (INALCO). Il obtient un diplôme de langue chinoise à l'issue de sa scolarité, en 1951, avec la mention « bien ».
Il défend une thèse sur « Les travailleurs de l’industrie chinoise de 1911 à 1927 », dirigée par Pierre Renouvin et Ernest Labrousse, en 1962, et devient docteur en histoire.

### Carrière universitaire
Jean Chesneaux est assistant d'enseignement dès 1942 auprès d'étudiants de niveau licence. 
En 1952, il enseigne en classe préparatoire à l'agrégation d'histoire à la Sorbonne. De 1951 à 1953, il enseigne au lycée Claude-Bernard. Il est alors nommé attaché de recherches au CNRS. 
En 1955, à seulement 33 ans, il est élu directeur d'études à l'École des hautes études en sciences sociales (EHESS). Il a également été professeur à l'université Paris Diderot et a enseigné à l'Institut d'études politiques de Paris à partir de 1956.
Plusieurs publications témoignent de son activité d'universitaire, comme son étude sur Sun Yat-sen, écrite en 1959 et rééditée en 1982.

### Engagements politiques
Venu des milieux d'action catholique, il rejoint le Parti communiste français (PCF) en 1948. Attiré par les thèses maoïstes et par l'idée du Grand Bond en avant mis en œuvre par Mao Zedong, il le quittera en 1969. Son premier voyage en Chine réalisé entre janvier et juin 1948 avait contribué à son adhésion au communisme. Dans le cadre de la préparation de sa thèse de doctorat d'État sur le Mouvement ouvrier chinois de 1919 à 1927, il effectue un séjour de recherche en Chine de cinq mois en 1957 et commence à étudier le chinois. Plus tard, il reconnaîtra qu'il avait inscrit ses recherches dans le cadre de ses activités militantes au PCF. Il s'inspire alors largement des idées professées par les historiens communistes chinois qui lui avaient ouvert les archives « de façon très sélective ». 
Jean Chesneaux fut ainsi dans ses œuvres, avec des personnalités comme Léon Vandermeersch et Jean-Luc Domenach, un partisan de ce « maoïsme français » qui a nié obstinément les crimes du président Mao et de la Révolution culturelle et qui a empêché entre autres choses Simon Leys d'enseigner en France,. Cet engouement maoïste se traduit notamment par une conférence effectuée au printemps 1975 devant des militants ultra-maoïstes de l’université Paris 8-Vincennes intitulée « Yan'an une société fraternelle » qui décrit le « mouvement de rectification de style de travail » animé par Kang Sheng, un pilier des purges du régime communiste chinois.
À la mort de Mao Zedong, en 1976, il admet être « dans une impasse intellectuelle après tant d’années d’identification à un projet maoïste dont j’ai un peu trop longtemps rechigné à admettre le naufrage ». En 1978, il décide de quitter l’institution universitaire et le secteur des études chinoises spécialisées et cesse, dès lors, toute activité de recherche académique sur la Chine.
Dans les années 1970, il s'intéresse particulièrement aux luttes contre le projet d'extension du camp militaire du Larzac, comme en témoigne un recueil de bandes dessinées dont il fut initiateur, En avant vers de nouvelles aventures.
Aux côtés de l'historien Guy Dhoquois, il participe en 1975 à la création et à l’animation du « Forum Histoire », un lieu de rencontres et de réflexions sur l’histoire fréquenté par des enseignants, militants de gauche, marxisants, pour la plupart universitaires.
Lié d'amitié avec François Partant, il fut l'un des premiers à diffuser et à vulgariser ses thèses. Il publie de nombreux articles sur les problèmes Nord-Sud et liés aux questions de développement. Tout particulièrement, le rôle de la France dans la région de l'océan Pacifique retient son intérêt ; il publie quatre livres sur le sujet (Transpacifiques en 1987, La France dans la Pacifique en 1992, Tahiti après la bombe en 1995, et After Moruroa - France in the South Pacific en 1998). Il soutint ainsi la cause des Kanaks en Nouvelle Calédonie et dénonça les essais atomiques français à Mururoa. 
Il a été membre du Comité de parrainage du Centre de documentation et de recherche sur la paix et les conflits rebaptisé Observatoire des armements. Il a été président de Greenpeace France de 1997 à 2004. Un peu après, il a également été membre du conseil scientifique d'Attac et du comité de parrainage de la Coordination française pour la Décennie de la culture de non-violence et de paix.
Il a aussi été membre du Comité de vigilance face aux usages publics de l'histoire.

### Passionné de science-fiction
Il publie en 1971 un livre intitulé Jules Verne, une lecture politique, qu'il refondra sous un nouveau titre trente ans plus tard. Il écrivit également plusieurs articles sur George Orwell en 1984. Le titre qu'il choisit pour l'édition anglaise de son livre Modernité-Monde fut Brave Modern World, allusion transparente à l'ouvrage célèbre de Aldous Huxley Le Meilleur des mondes (en anglais Brave New World).

### Intérêt pour l'évolution technique
Dans les années 1980, il publie deux ouvrages sur la « modernité » (De la modernité en 1983 puis Modernité-Monde en 1989), qui l'amènent à s'intéresser aux évolutions de la technique. Il collabore également à la revue Terminal 19/84, qui étudie l'informatisation de la société.

## Publications
- Contribution à l'histoire de la nation vietnamienne, Éditions sociales, 1955
- Sun Yat-sen, Club français du livre, 1959
- Le Mouvement ouvrier chinois de 1919 à 1927, Mouton, 1962
- Introduction aux études d'histoire contemporaine de Chine, 1898-1949 (avec John Lust), Maison des Sciences de l'Homme, 1964
- Les Syndicats chinois, 1919-1927, Mouton, 1965
- Les Sociétés secrètes en Chine, Julliard, 1965.
- L'Asie orientale aux XIXe et XXe siècles, PUF, 1966.
- Histoire de la Chine, sous la direction de Jean Chesneaux, Paris, Hatier, 1969-77 ;  (ISBN 2218030284) ,   (ISBN 9782218030284)
  - 1. Des guerres de l'opium à la guerre franco-chinoise, 1840-1885, par Jean Chesneaux et Marianne Bastid, 1969
  - 2. De la guerre franco-chinoise à la fondation du Parti communiste chinois, 1885-1921, par Marianne Bastid, Marie-Claire Bergère, Jean Chesneaux, 1972
  - 3. La Marche de la Révolution, 1921-1949, par Jean Chesneaux et Françoise Le Barbier, 1975, prix Marie-Eugène Simon-Henri-Martin de l’Académie française en 1976
  - 4. Un nouveau communisme, 1949-1976, par Joël Bellassen, Jean Chesneaux, Anne-Marie Dubois, Françoise Le Barbier et alia, 1977
- Une lecture politique de Jules Verne, Maspero, 1971.
- Dir. Jean Chesneaux, Georges Boudarel, Daniel Hémery, Tradition et révolution au Viêt Nam, Paris, Anthropos, 1971.
- Le Viêt Nam, François Maspero, 1972.
- Le Mouvement paysan chinois 1840-1949, Le Seuil, 1976.
- Du passé, faisons table rase? À propos de l'histoire et des historiens, Maspero, 1976.
- Le PCF, un art de vivre, Maurice Nadeau, 1980.
- En avant vers de nouvelles aventures. Dix années de luttes populaires en bandes dessinées, (en collaboration), Millau, ed. Larzac université, 1980.
- Sun Yat-Sen, Bruxelles, Éditions Complexe, 1982.
- De la modernité, La Découverte, 1983.
- Transpacifiques, La Découverte, 1987.
- Modernité-Monde. Brave Modern World, La Découverte, 1989.
- La France dans la Pacifique. De Bougainville à Moruroa, (en collaboration avec Nic Maclellan), La Découverte, 1992.
- Tahiti après la bombe : quel avenir pour la Polynésie, L'Harmattan, 1995.
- Habiter le temps, Bayard Culture, 1996.
- After Moruroa - France in the South Pacific (with Nic Maclellan), Ocean Press, 1998.
- Carnets de Chine - Voyager Avec, Quinzaine Littéraire/Louis Vuitton, 1999
- Le Mouvement ouvrier chinois de 1919 à 1927, École des hautes études en sciences sociales, 1999.
- L'Art du voyage : Un regard plutôt politique sur l'autre et l'ailleurs, Bayard Culture, 1999.
- Jules Verne, un regard sur le monde, Bayard, 2001 [reprise et modifications substantielles de son ouvrage de 1971].
- L'Engagement des intellectuels 1944-2004, Itinéraire d'un historien franc-tireur, Bibliothèque historique, Privat, 2004.